# Château de Landskron (Autriche)
Pour les articles homonymes, voir Landskron (homonymie).
Le château de Landskron est un château fort en ruines situé au nord-est de Villach dans le land de Carinthie en Autriche.

## Histoire
En 878, Carloman de Bavière, roi de Francie orientale, lègue le domaine de Landskron près de l'Ossiacher See au monastère d'Ötting, qu'il avait créé peu de temps avant. Vers 1028, il était parmi les possessions carinthiennes d'un comte Ozi, probablement un descendant de la dynastie bavaroise des Otakars (en), qui a fondé l'abbaye d'Ossiach à proximité.

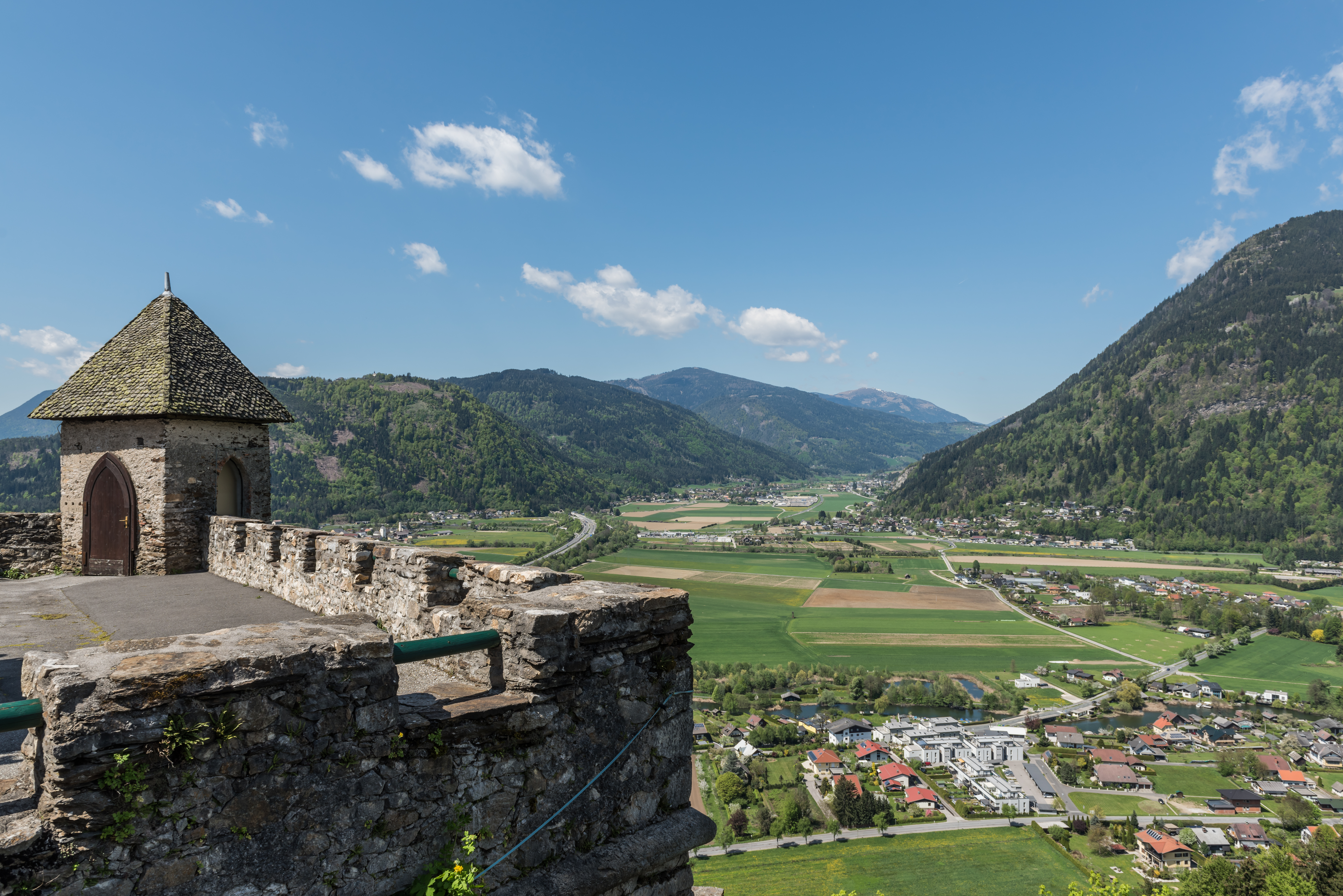
Vue depuis le château.

La forteresse à cet emplacement ne date probablement pas d'une période antérieure au XIVe siècle. Vers l'an 1330, Landskron a été acquis par les comtes d'Ortenburg (en). En 1351, le duc Albert II d'Autriche, issu de la maison de Habsbourg, achète le château ; il joue un rôle central dans sa stratégie visant à contrôler les fiefs limitrophes des évêques de Bamberg. Gagé temporairement aux partisans des Habsbourg, dont les comtes de Celje et les seigneurs de Stubenberg, l'empereur Maximilien Ier l'offrit aux frères de l'ordre de Saint-Georges à Millstatt en 1511.
Landskron a été acquis par le châtelain des Ortenburg, Christoph Khevenhüller, en 1542. Ce dernier fait du château sa résidence principale et le reconstruit dans un style somptueux de la Renaissance. En 1552, il reçoit la visite de l'empereur Charles Quint, qui, à la poursuite des troupes protestantes de l'électeur Maurice de Saxe, avait envahi la Carinthie. Les Khevenhüller, eux-mêmes protestants, sont dépouillés de Landskron par ordre de l'empereur Ferdinand II en 1628.
Le château passa à la famille comtale de Dietrichstein en 1639. Après la signature de la paix de Westphalie en 1548, les Khevenhüller réclament la rétrocession du château et commencent un procès qui dure depuis des décennies, mais sans succès.
Un incendie dévaste Landskron en 1812, qui n'a pas été reconstruit et est tombé en ruines depuis. En 1953, ses vestiges ont été restaurés et un restaurant a été ouvert dans ses murs. Aujourd'hui, le château est également connu pour son centre de fauconnerie qui organise des manifestations régulières de démonstration de vol.

## Source
- (en) Cet article est partiellement ou en totalité issu de l’article de Wikipédia en anglais intitulé « Landskron Castle (Carinthia) » (voir la liste des auteurs).